# Георг-Вільгельм Постель
Георг-Вільгельм Постель (нім. Georg-Wilhelm Postel; нар. 25 квітня 1896, Циттау, Саксонія — пом. 20 вересня 1953, табір військовополонених поблизу Шахти, Ростовська область) — німецький воєначальник часів Третього Рейху, генерал-лейтенант (1943) Вермахту. Один зі 160 кавалерів Лицарського хреста з Дубовим листям та мечами (1944).

## Біографія
Військова кар'єра
- 20 серпня 1914 — фанен-юнкер
- 20 вересня 1915 — лейтенант
- 1 квітня 1925 — оберлейтенант
- 1 листопада 1930 — гауптман
- 1 грудня 1935 — майор
- 1 квітня 1936 — оберстлейтенант
- 1 грудня 1941 — оберст
- 1 січня 1943 — генерал-майор
- 1 вересня 1943 — генерал-лейтенант

Георг-Вільгельм Постель народився у саксонському місті Циттау 25 квітня 1896. З початком Першої світової війни у серпні 1914 року добровольцем вступив до лав Імперської армії в 14-й (3-й Померанський) ім. графа Шверіна піхотний полк. 20 серпня присвоєне звання фанен-юнкера (кандидат у офіцери). У вересні 1915 року одержав перше офіцерське звання лейтенанта. За час війни був нагороджений Залізними хрестами обох ступенів.
Серед інших нагород за Першу світову війну — Лицарський хрест Військового ордена Святого Генріха, прусський Князівський орден дому Гогенцоллерн третій ступеня з мечами і Лицарський хрест 2-го ступеня з мечами Ордена Альбрехта.
Після війни продовжив службу у Рейхсвері. З 1 квітня 1925 — оберлейтенант.
У квітні 1936 року одержав звання оберстлейтенанта, командував 1-м батальйоном 364-го піхотного полку. З 1 вересня 1939 — командир 2-го батальйону 109-го піхотного полку, з 11 січня командир батальйону 433-го полку, а у квітні 1940 призначений командиром батальйону 364-го піхотного полку Вермахту.
У бойових діях Другої світової війни вперше взяв участь під час Французької кампанії, з липня 1940 року — командир полку 161-ї піхотної дивізії.
22 червня 1941 року з початком німецько-радянської війни брав активну участь у бойових діях на центральному напрямку фронту. Командував полком під час боїв у Білорусі, в районі Смоленська, Вязьми. З грудня 1941 року бився у боях у районі Ржева. 1 грудня 1941 року присвоєне військове звання оберст.
У лютому 1942 року нагороджений Золотим німецьким хрестом. 9 серпня 1942 року за тривали бої в районі Ржева оберст Постель нагороджений Лицарським хрестом Залізного хреста.
1 січня 1943 року Г.-В. Постель підвищений у званні до генерал-майора і призначений командиром 320-ї піхотної дивізії (на південній ділянці радянсько-німецького фронту). Вів бої в районі Харкова (у березні 1943 — нагороджений дубовим листям (№ 215) до Лицарського хреста), потім бої на південному фасі Курської дуги і знову в районі Харкова. Бився в районі Старого Осколу та Краснограда. 1 вересня 1943 Постелю присвоєне звання генерал-лейтенанта.
У березні 1944 року за бої в районі Черкас генерал-лейтенант Постель нагороджений мечами (№ 57) до Лицарського хреста з дубовим листям. 16 липня 1944 — призначений командувачем XXX-м армійським корпусом (у Румунії). Наприкінці серпня 1944 Румунія вийшла з блоку країн Осі та перейшла на бік СРСР, XXX-й німецький армійський корпус був оточений у розгромлений у Другій Яссько-Кишинівській операції, а 30 серпня 1944 — генерал-лейтенант Постель захоплений у радянський полон. Після полонення в Румунії 4 червня 1949 року засуджений на 25 років примусових робіт
20 вересня 1953 генерал-лейтенант Георг-Вільгельм Постель помер у радянському таборі військовополонених поблизу міста Шахти від туберкульозу.

## Нагороди
- Залізний хрест 2-го і 1-го класу
- Військовий орден Святого Генріха, лицарський хрест
- Почесний хрест (Ройсс) 3-го класу з мечами
- Орден Альберта (Саксонія), лицарський хрест 2-го класу з мечами
- Почесний хрест ветерана війни з мечами
- Медаль «За вислугу років у Вермахті» 4-го, 3-го, 2-го і 1-го класу (25 років)
- Медаль «У пам'ять 1 жовтня 1938» із застібкою «Празький град»
- Медаль «У пам'ять 22 березня 1939 року»
- Застібка до Залізного хреста
  - 2-го класу (10 липня 1941)
  - 1-го класу (17 серпня 1941)
- Німецький хрест в золоті (28 лютого 1942)
- Лицарський хрест Залізного хреста з дубовим листям і мечами
  - лицарський хрест (9 серпня 1942)
  - дубове листя (№ 215; 28 березня 1944)
  - мечі (№ 57; 26 березня 1944)
- Нагрудний знак «За поранення» в сріблі
- Хрест Воєнних заслуг 2-го класу з мечами
- Штурмовий піхотний знак в сріблі
- Медаль «За зимову кампанію на Сході 1941/42»
- Тричі відзначений у Вермахтберіхт (14 лютого 1943, 19 січня і 31 серпня 1944)